# Amerikai Filmintézet
Az Amerikai Filmintézet (American Film Institute, AFI) egy 1967-ben alapított szervezet. Az amerikai filmes örökség ápolására és megóvására hozták létre. Az intézet folyamatosan gyűjti, rendszerezi, és archiválja a filmeket. Együttműködik más, hasonló célú intézményekkel. Támogatja az amerikai filmgyártást és a filmszakmai oktatást is.
Az Amerikai Filmintézet katalógusa, melyet évente kétszer frissítenek, tartalmazza az 1893 óta bemutatott valamennyi amerikai filmet.

## AFI 100 éve... sorozat
Az Intézet AFI 100 év... címmel a CBS televíziós csatornán futó sorozatában az amerikai filmművészet legjobb alkotásait és alkotóit mutatják be.
- 1998: A 100 legjobb amerikai film
- 1999: Hollywood legnagyobb filmcsillagai
- 2000: A 100 legviccesebb amerikai film
- 2001: A 100 legizgalmasabb amerikai film
- 2002: A 100 legszenvedélyesebb amerikai film
- 2003: A 100 legnagyszerűbb karakter
- 2004: A 100 legkiválóbb dal
- 2005: A 100 legnépszerűbb filmidézet
- 2005: A 25 legkiválóbb filmzene
- 2006: A 100 leginspirálóbb film
- 2006: A 25 legjobb musical
- 2007: A 100 legjobb amerikai film - az 1998-as lista frissített változata
- 2008: Az Amerikai Filmintézet tízes listái - A 10 fő műfaj 10-10 legkiválóbb alkotása

## Külső hivatkozások
- Hivatalos weboldal